# ان‌جی‌سی ۱۵۷
ان‌جی‌سی ۱۵۷ (انگلیسی: NGC 157) نام یک کهکشان در فاصله ۷۶.۳ میلیون سال نوری است.